# Complexul subteran de păstrare a vinului (Cricova)
Complexul subteran de păstrare a vinului (Cricova) este un complex de clădiri amplasat în Ciorescu, municipiul Chișinău, Republica Moldova. Este un monument istoric și arhitectural de importanță națională inclus în Registrul monumentelor Republicii Moldova ocrotite de stat cu nr. 392 (municipiul Chișinău). Datează din mijl. sec. XIX.